# Johannes Cornelis Jacobus Mali
Johannes Cornelis Jacobus Mali (meist nur Jan Mali; * 7. September 1828 in Darthuizen bei Utrecht; † 28. Januar 1865 in München) war ein niederländisch-deutscher Landschaftsmaler.

## Leben
Mali war der Sohn eines holländischen Gutsverwalters und einer Weilheimer Bürgerin. Er hatte zehn Geschwister, unter denen zwei Maler waren: Hubert und Christian Mali.
Er selbst war Schüler seines Schwagers, des holländischen Landschaftsmalers Pieter Francis Peters d. J., und ging später nach München, wo er seinem Bruder und Schüler Christian half, Fuß zu fassen.

## Werke

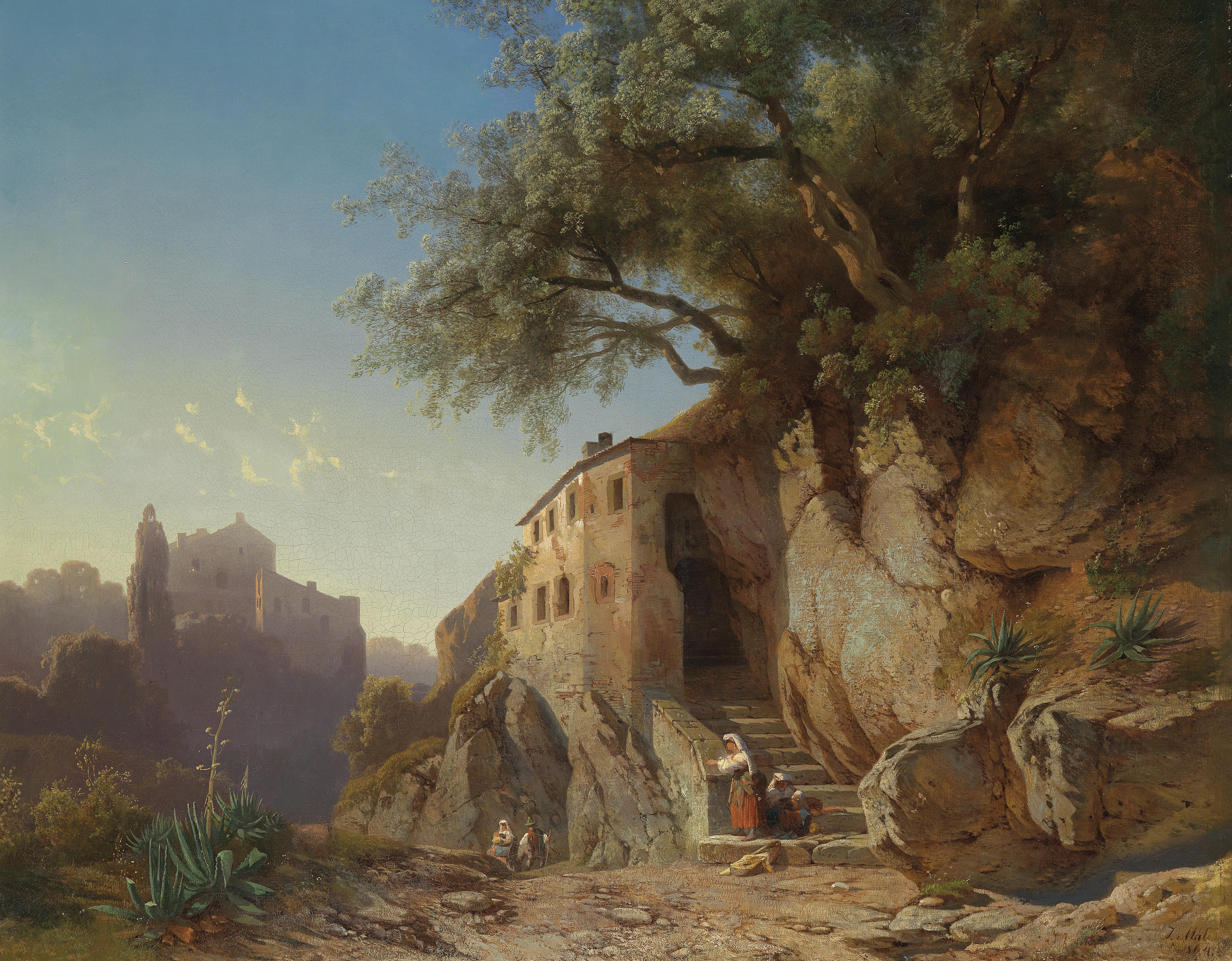
Johannes Cornelis Mali: Motiv aus der römischen Campagna, 1864

- Sonnenuntergangsstimmung über Landschaft mit Bauer auf Landstrasse vor reetgedeckter Kate mit malerisch verfärbten Firmament (um 1855), Öl auf Leinwand, 28 × 36 cm, Privatbesitz (München)
- Oberbayerische Landschaft mit Prozession (1858), Öl auf Leinwand, 80 × 115 cm, Galerie Cohnen, Mönchengladbach
- Der Eremit (1861)
- Zigeuner in einem Hohlweg (1862), Öl auf Leinwand, 80 × 98 cm, Hamburger Kunsthalle
- Sommertag auf der Fraueninsel (1864), gemeinsam mit seinem Bruder Christian Friedrich
- Gebirgslandschaft in Oberitalien, Öl auf Leinwand, 138 × 148 cm, Stuttgart
- Partie am Starnberger See
- Partie bei Polling in Altbayern
- Gehöft, Öl auf Leinwand, 43 × 31 cm